# دو مرد خشن
دو مرد خشن فیلمی به کارگردانی و نویسندگی حاتم گرجی محصول سال ۱۳۵۷ است.

## خلاصه داستان
مأمور وظیفه‌شناسی به نام رئیس کمال پس از مرگ همکارش رئیس جمال در موقع مقابله با تبهکاران، از پسر او مراد و همسرش مراقبت کرده‌است. مراد در سال‌های نوجوانی با گروهی قاچاق چی به رهبری عبدالله همکاری می‌کند و در عین حال با عبدالله به مخالفت برمی‌خیزد. با توطئه عبدالله، مراد، به اتهام قتل‌عام نمایندگان کارگران، دستگیر و به حبس ابد محکوم می‌شود…

## بازیگران
- ناصر ملک مطیعی
- قدیر
- پری ساواش
- احسان
- مرادی
- فیروز
- لیلا
- عبدالمجید
- زینت